# Kunqu
Kunqu (崑曲; pinyin: Kūnqǔ; Wade-Giles: k'un-ch'ü), también conocido como Kunju, ópera Kun u ópera Kunqu, es una de las más antiguas formas existentes de la ópera china. Evolucionó desde la música Kunshan, y dominó el teatro de China desde el siglo XVI hasta el XVII. El kunqu es originario del área cultural de Wu, y existen grupos profesionales establecidos en Nankín, Shanghái y Suzhou.
La ópera Kunqu fue considerada Obra Maestra del Patrimonio Oral e Intangible en 2001 por la Unesco, siendo definitivamente inscrita en 2008 en la Lista representativa del Patrimonio Cultural Inmaterial de la Humanidad.